# Antonio Breschi
Antonio Breschi, conocido como Antoni O'Breskey (Florencia, Italia), es un compositor, pianista, cantante y autor Italiano.
Antonio es reconocido internacionalmente por ser el primero músico en introducir el piano a la música irlandesa y flamenca. Además, se destaca como uno de los pioneros del fenómeno de world music y new age en Irlanda y en el resto del mundo. Fue el primer músico en combinar elementos flamencos, vascos, árabes, latinos e irlandeses en composiciones originales, creando un puente entre la música étnica, jazz y la música clásica.
Con una carrera musical de más de 40 años, ha lanzado más de 30 álbumes solistas en los cuales sobresale su conexión entre la música tradicional irlandesa con la de muchas otras culturas. Como compositor y pianista ha compuesto más de 300 melodías celtas, piezas de flamenco, composiciones neoclásicas y minimalistas mencionadas en las antologías y revistas de world music. Sus composiciones para piano, violonchelo y oboe, así como su música mundial, se convirtieron en bandas sonoras para cines, teatros y ballets. También se hace llamar Antoni O'Breskey, para reflejar su amor por Irlanda.
En 1989 realizó su obra Al Kamar en el cual unió la música árabe, flamenca y celta, y contó con la participación de Antonio Carmona y José Miguel Carmona. Este proyecto se estrenó en París en el teatro La Cigale, Cirque d'Hiver y el Instituto del Mundo Árabe con los invitados especiales Manu Dibango y Jacques Higelin, y posteriormente embarcó con su grupo en una gira por todo el mundo. Actualmente trabaja bajo el nombre de su proyecto musical Nomadic Piano Project (Proyecto del Piano Nómada), y también está creando un nuevo sello discográfico con el nombre irónico No Age Music.
Con su fusión de diferentes estilos musicales Antonio ha sido reconocido como la inspiración detrás del famoso espectáculo de danza Riverdance. En 2005, 2007 y 2012 se realizó conciertos en la Sala Nacional de Conciertos de Dublín para celebrar su contribución a la cultura y la música irlandesa y, además, por su unión de las diferentes culturas musicales del mundo. Entre los numerosos músicos que han colaborado a lo largo de su gran carrera musical se encuentran Ronnie Drew (de The Dubliners), José Seves (de Inti-Illimani), Benito Lertxundi, Antonio Carmona (de Ketama), José Ángel Irigarai, Juan Martín y Tomás de los Reyes. Conjuntamente, más allá de la música, Antonio ha dedicado mucho tiempo como educador, trabajador social, escritor, cocinero, actor, humanista, poeta y se ha diplomado en herbología.

## Discografía
Álbumes solistas
- Irish Meet the Blues (1980)
- Bound for America (1981)
- Far Off Hills… (1982)
- Ode to Ireland (1982)
- Linguaggio dei Luoghi (1984)
- Mezulari (1985)
- Tierras, Mares y Memorias (1986)
- Punta Umbría (1987)
- Al Kamar (1989)
- Orekan (1993)
- At the Edge of the Night (1994)
- Toscana (1996)
- Songs of the North (1996)
- Song for Carla (1998)
- My Irish Portrait (1998)
- Irish Airs (2000)
- Donostia (2000)
- When Bach Was an Irishman (2002)
- The New Orleans Jig (con Gabin Dabiré) (2004)
- Zeharbidetan (con José Ángel Irigarai) (2004)
- From Dublin to Bilbao (con Ronnie Drew) (2008)
- Nomadic Aura (2009)
- When Jazz Was an Irish Baby (2009)
- Ready to Sail (2011)
- The Whale's Lament and the Dolphin Waltz: For Piano and Cello (2012)
- Boletus Edulis: Suite for Piano and Oboe (2013)
- Dancing Waves (2014)
- Sorkuntzaren Trenean (2015)
- Samara (2020)
- Blessed Sadness (2021)